# 格倫伍德 (紐約州)
格倫伍德（英語：Glenwood）是位於美國紐約州伊利縣的非建制地區。

## 歷史
格倫伍德的郵局自1850年營運至今。

## 地理
格倫伍德所處的海拔為高於海平面363米（即1191英呎），而該地所採用的時區為UTC-5，即北美东部时区（EST）。同時該地設有夏令時間，為UTC-5調快一小時，即UTC-4（EDT）。